# Liphistius birmanicus
Liphistius birmanicus THORELL, 1897 è un ragno appartenente al genere Liphistius della famiglia Liphistiidae.
Il nome del genere deriva dalla radice prefissoide greca λιπ-, lip-, abbreviazione di λιπαρός, liparòs cioè unto, grasso, e dal sostantivo greco ἱστίον, istìon, cioè telo, velo, ad indicare la struttura della tela che costruisce intorno all'apertura del cunicolo.
Il nome proprio deriva dall'areale di rinvenimento, la parte settentrionale e centrale del Myanmar, dal 1989 nuova denominazione della Birmania.

## Caratteristiche
Ragno primitivo appartenente al sottordine Mesothelae: non possiede ghiandole velenifere, ma i suoi cheliceri possono infliggere morsi piuttosto dolorosi.
Questa specie è simile alla L. lordae: in entrambe le specie il gambo posteriore dei genitali femminili interni si restringe, ma le femmine di L. birmanicus si possono distinguere per la presenza di quattro anziché due lobi anteriori sulla superficie ventrale del poreplate (area dei genitali femminili interni coperta da una zona priva di pori). Inoltre nei maschi il pedipalpo somiglia a quello di L. malayanus, ma può essere distinta facilmente per l'apofisi tegolare più corta e punteggiata.
Il bodylenght (lunghezza del corpo senza le zampe), esclusi anche i cheliceri è di 12,1 millimetri, dal colore giallo-bruno chiaro con marcature più scure, olivastre, lungo i margini anteriore e laterale. Il cefalotorace è più lungo che largo, circa 5,2 x 4 millimetri. I cheliceri hanno 11-13 denti, nelle femmine, al margine anteriore delle zanne. Le zampe sono giallo-marrone chiaro con anelli olivastri più scuri prossimali e distali su femori e tibie. L'opistosoma è anch'esso più lungo che largo, circa 6,2 x 5,2 millimetri, nelle femmine.
Nell'ambito del genere Liphistius si distinguono due gruppi principali per la morfologia dei genitali interni femminili. Il gruppo di cui fa parte questa specie ha il ricettacolo ventrale stretto e limitato alla parte centrale del poreplate, proprietà condivisa con L. lordae, L. bristowei, L. trang, L. yangae, L. langkawi, L. murphyorum, L. desultor e L. sumatranus.

## Comportamento
Costruiscono cunicoli nel terreno profondi fino a 60 centimetri e tengono chiuso l'ingresso del cunicolo con una porta-trappola piuttosto rudimentale. Intorno all'apertura tessono 7-8 fili molto sottili e appiccicaticci in modo da accorgersi se qualche preda si sta avvicinando e, approfittando dei momenti in cui vi è invischiata, balzano fuori e la catturano. Vivono molti anni anche in cattività.

## Distribuzione
Rinvenuta nella parte settentrionale e centrale del Myanmar, in particolare nello Stato Kayah e nelle zone forestali di Maymyo, nei pressi della città di Mandalay.